# Baleyssagues
Baleyssagues település Franciaországban, Lot-et-Garonne megyében. Lakosainak száma 188 fő (2022. január 1.). Baleyssagues Esclottes, Cours-de-Monségur, Dieulivol, Duras és Sainte-Colombe-de-Duras községekkel határos.

## Népesség
A település népességének változása:
| Lakosok száma | 217  | 189  | 184  | 195  | 178  | 174  | 176  | 184  | 188  | 188  |
|               | 1968 | 1982 | 1990 | 2006 | 2013 | 2015 | 2017 | 2019 | 2020 | 2022 |